# First Arsch
First Arsch var et Schwerin-baseret punkrock-band dannet i 1986 af Till Lindemann, sanger for det tyske band Rammstein. Han spillede trommer. De øvrige medlemmer var Jörg E. Mielke, Paul H. Landers og Richard Zven Kruspe, de to sidstnævnte er nu medlemmer af Rammstein, sammen med Till Lindemann.
First Arsch var også kendt under navnet First art. Dette har de sandsynligvis gjort for at distrahere myndigheder, ved at lade dem tro, at det var en kunst-gruppe, da DDR var under Kommunistisk diktatur.[kilde mangler]

## Medlemmer
- Jörg E. Mielke – Bas Guitar, sang
- Till Lindemann – Trommer, sang
- Richard Z. Kruspe – Lead Guitar, sang
- Paul Landers – Rytmeguitar, sang
- Volker Voigt
- Tom Knopf

## Diskografi
- Saddle Up

Dette album indeholdt følgende sange:
1. Train
2. Priest in love
3. SKA(T)
4. In the name of love
5. Crowded house
6. Preagnant
7. AHA-ha
8. Superstition
9. Saddle Up
10. O-cult
11. Moder Blues
12. Come together
13. Hip Hop Flop
14. Chicken steps
15. Big Dong (für Saskia S.)